# Урожайне (Совєтський район, Росія)
Урожа́йне (рос. Урожайное) — село у складі Совєтського району Алтайського краю, Росія.

## Населення
Населення — 1203 особи (2010; 1323 у 2002).
Національний склад (станом на 2002 рік):
- росіяни — 93 %